# Christ au jardin des oliviers
Le Christ au jardin des Oliviers est un tableau de Francisco de Goya. Avec  La Dernière Communion de Saint Joseph de Calasanz , les deux œuvres furent réalisées pour l’École pieuse  « alma mater » d'Aragon et sont aujourd'hui conservée dans le musée de l'ordre à Madrid. 

## Analyse
Goya étudia dans une école religieuse, ce fut probablement là qu'il rencontra son grand ami Martín Zapater. Retour à Madrid, il fut chargé par son ancienne école de cette commande. Dans cette toile la lumière tombe sur la mort de  Jésus est angoissé avant sa Passion, symbolisée par la coupe qu’offre l'ange. La toile évoque anti-absolutisme de Goya et préfigure les peintures noires. 
Contrairement à d'autres représentations de ce sujet, l'ange semble hostile et les rayons de lumière qui imitent L'Extase de sainte Thérèse par le Bernin, ne sont d'aucune consolation, mais plutôt un poids supplémentaire.